# Ventosa do Bairro
Ventosa do Bairro ist ein Ort und eine ehemalige Gemeinde (Freguesia) im portugiesischen Kreis Mealhada. Die Gemeinde hatte 971 Einwohner (Stand 30. Juni 2011).
Am 29. September 2013 wurden die Gemeinden Ventosa do Bairro, Antes und Mealhada zur neuen Gemeinde União das Freguesias da Mealhada, Ventosa do Bairro e Antes zusammengeschlossen.